# Communauté de communes de Valcèzard
La  Communauté de communes de Valcèzard est une communauté de communes française, située dans le département du Gard et la région Languedoc-Roussillon.

## Composition
Elle regroupe 16 communes : 
- Aiguèze
- Carsan
- Cornillon
- Goudargues
- La Roque-sur-Cèze
- Laval-Saint-Roman
- Le Garn
- Montclus
- Salazac
- Saint-André-de-Roquepertuis
- Saint-Christol-de-Rodières
- Saint-Gervais
- Saint-Julien-de-Peyrolas
- Saint-Laurent-de-Carnols
- Saint-Michel-d'Euzet
- Saint-Paulet-de-Caisson

## Histoire
La Communauté de communes a été créé le 26 décembre 2001 par l'arrêté préfectoral n° 2001-360-5. La présidence de la communauté de communes était assurée par Christophe SERRE, Maire de Saint-Paulet-de-Caisson (PS). Valcèzard a fusionné le 1er janvier 2013 avec 4 autres communautés de communes (Rhône Cèze Languedoc, Garrigues actives, Cèze Sud et Val de Tave) et 3 communes : Issirac (issu de la Communauté de communes Grands sites des Gorges de l'Ardèche), Lirac (issu de la Communauté de communes de la Côte du Rhône Gardoise) et Tavel (précédemment sans intercommunalité) pour devenir la Communauté d'agglomération du Gard rhodanien.

### Ses compétences
À sa création, elle avait les compétences suivantes :

#### Compétences obligatoires
- En matière d’aménagement de l’espace 
  - Participation à l’élaboration du schéma de cohérence territoriale (SCOT)
  - Constitution de réserves foncières liées à la protection environnementale et architecturale
- En matière de développement économique 
  - Aménagement, gestion et entretien de zones d’activités industrielles, commerciales, tertiaires, artisanales, portuaires ou aéroportuaires, touristiques d’intérêt communautaire. Sont d’intérêt communautaire, les zones à créer.
  - Développer et promouvoir le secteur touristique,
  - Faciliter l’hébergement touristique par la création et la réhabilitation de bâtiments.

#### Compétences optionnelles
- En matière de protection et de mise en valeur de l’environnement 
  - Préserver les espaces naturels sensibles,
  - Assainissement : contrôle des assainissements autonomes,
  - Mise en valeur du patrimoine classé ou non classé : mise en lumière

Le 16 octobre 2003 création de la compétence "Culturelle".
Le 16 décembre 2003 extension de la compétence "protection et mise en valeur de l’environnement".

## Géographie
La communauté de communes de ValCezArd était située sur la partie basse des bassins versants de la Cèze et de l'Ardèche (rivière) autour du massif forestier de la Valbonne.